# هایله گبرسلاسی
هایله گبرسلاسی (امهری: ኃይሌ ገብረ ሥላሴ (زادهٔ ۱۸ آوریل ۱۹۷۳) دونده سابق اهل اتیوپی است.
از افتخارات وی می‌توان به کسب مدال طلا دو ۱۰٬۰۰۰ متر در بازی‌های المپیک تابستانی ۱۹۹۶ و بازی‌های المپیک تابستانی ۲۰۰۰ اشاره کرد.